# Destrutores
Na programação orientada a objeto é usado um termo chamado de herança, que indica que uma determinada classe recebe de outra as funções nesta escritas, inclusive a função construtora-padrão, ou construtor. Da mesma forma, um recurso da programação orientada a objeto é a de uma outra estrutura ser executada sempre que uma instancia de classe deixa de ser referenciada na memoria da execução do programa de computador.

## Destrutor
O Destrutor é uma estrutura ( muito semelhante a uma função ) que é executada quando a instancia de uma classe deixa de ser referenciada na memória da execução do programa.
Construtor em PHP:
```
<?php
class Exemplo{
   public function __construct() { print "hello world!" }
   public function __destruct() { print "Bye bye world!" }
};

$classe = new Exemplo();
// hello world!

unset( $classe );
// bye bye world

?>

```